# Sos bearnez

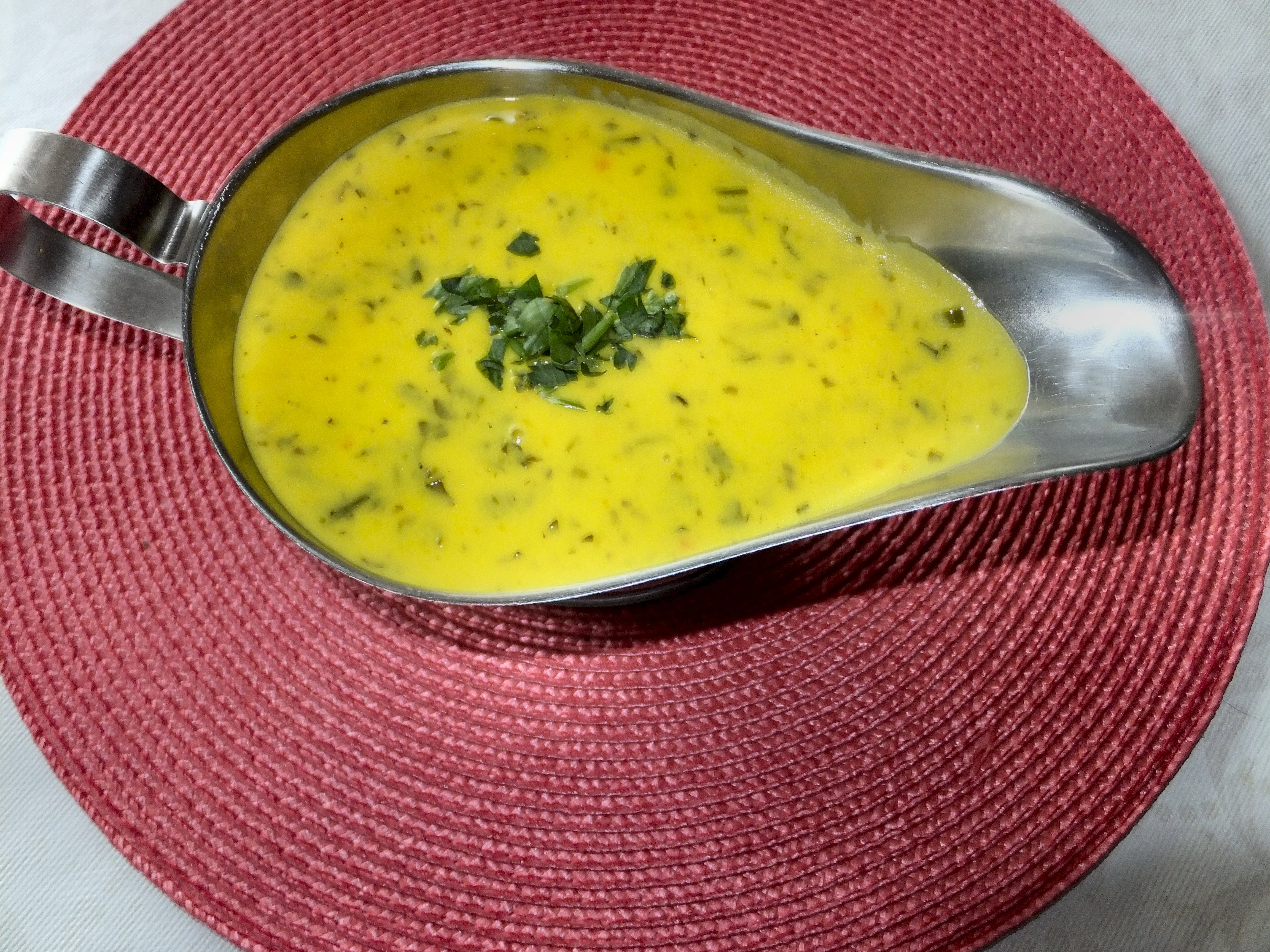
Sos bearnez

Sosul bearnez (în franceză sauce béarnaise) este un sos franțuzesc inventat de bucătarul șef francez Collinet și servit prima dată în 1837. El este o variantă de sos olandez, pe baza unei emulsii de unt și gălbenuș de ou, completat cu verdețuri asortate. Se potrivește la pește fript, carne friptă la grătar ori în tigaie (de exemplu chateaubriand), dar și la rasol de pește sau sparanghel.

## Istorie
Acest sos nu provine, cum s-ar putea crede din cauza numelui, din regiune franceză Béarn din sud-vestul Franței în zona munților Pirinei, ci a fost creat prin întâmplare în ziua de 24 august 1837 de bucătarul șef al hotelului „Pavillon Henri IV”, Maître Collinet, în Saint-Germain-en-Laye aproape de Paris. El a denumit sosul așa pentru că el însuși se trăgea de acolo. După altă teză, Collinet a dat numele în onoarea regelui Henric al IV-lea al Franței, un bearnez de origine.
În fiecare caz,  sosul bearnez a avut după numai scurt timp mare succes.

## Rețeta sosului bearnez

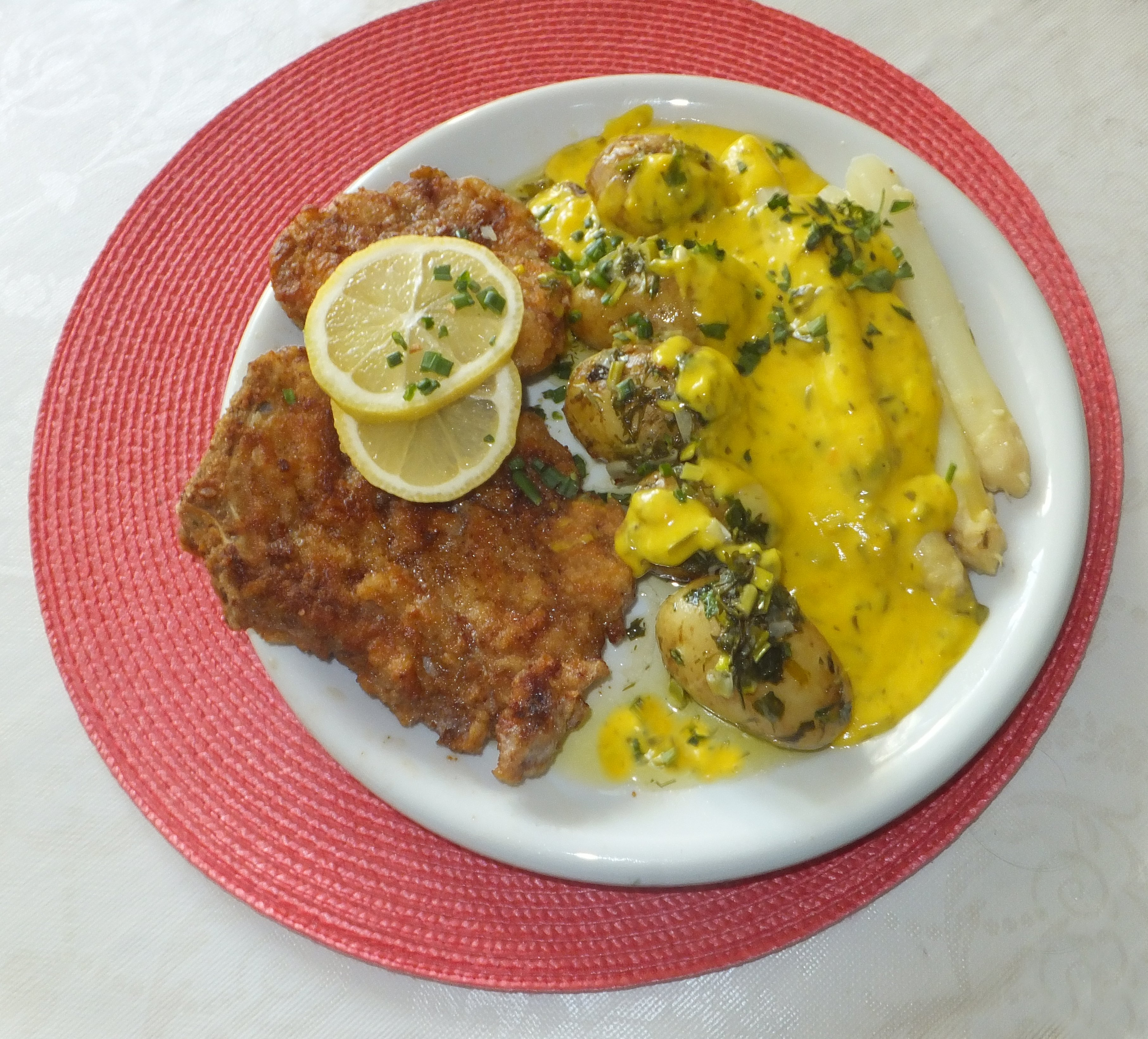
Șnițel de vițel cu cartofi noi, sparanghel și sos bearnez

Ingredientele necesare pentru 4-6 porții:
- 3 șalote mijlocii
- 1-2 ramuri de tarhon proaspăt
- 2 linguri de hasmațuchi (Anthriscus cerefolium), ca înlocuitor pătrunjel
- sare fină
- ½ linguriță de piper negru măcinat grosolan
- 3 linguri oțet alb
- 4 gălbenușuri de ouă de găină
- 250 gr unt alb rece, nesărat

Timpul necesar pentru preparare: 25 minute.

## Prepararea sosului bearnez

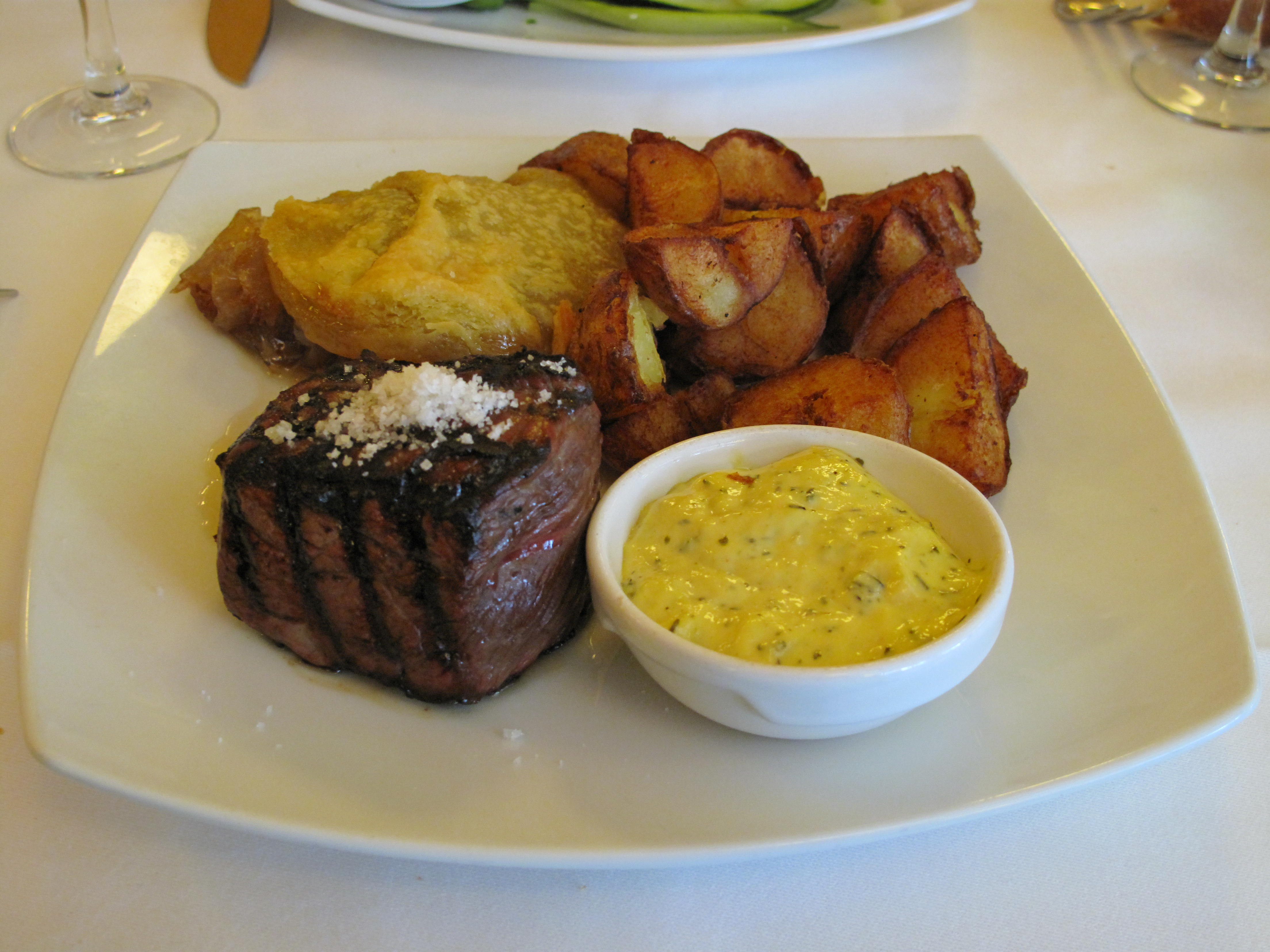
Contrefilet béarnaise

Se aleg după posibilitate șalote și se toacă foarte mărunt. La fel se toacă și frunzele de tarhon și pătrunjel. Cepele cu sare se fierb înăbușit în ceva unt timp de cel puțin cinci minute pe foc mic. Apoi se adaugă oțetul, piperul și jumătatea verdețurilor. Lichidul se fierbe până este redus la o cantitate de două lingurițe. Acum se introduc gălbenușurile, bătându-le permanent și majorând căldura. În sfârșit se adaugă sub bătut untul rece, bucățică cu bucățică. Emulsia se strecoară printr-o sită fină într-un recipient. Se amestecă restul de verdeață. Sosul poate fi ținut la cald într-o bain-marie.
Sosul bearnez ar trebui să fie mai gros decât cel olandez, pe de altă parte, el poate fi întins cu sos de unt, pierzând însă în acest caz la calitate.

## Variante
- Sos Choron: Se adaugă în cantitatea unui sfert al volumului sosului bearnez pastă de roșie concentrată.[3]
- Sos Arlésienne: Se adaugă la sosul Choron sardele (anchois).
- Sos Beauharnais: Se alege în loc de tarhon și unt normal pe o treime unt de tarhon.[4]
- Sos Paloise: Se înlocuiește tarhonul prin mentă.[5]
- Sos Valois: Este un sos bearnez cu adăugare de bulion concentrat și vin alb tare redus.[6]